# Ромась Микола Іванович
Микола Іванович Ромась (9 серпня 1943, с. Вишеньки, Київська область — 19 грудня 2009, м. Київ) — український науковець-гідрогеолог, доктор географічних наук. Старший науковий співробітник, завідувач лабораторії гідроекології та гідрохімії Київського національного університету імені Тараса Шевченка.

## Біографія
Народився 9 серпня 1943 року в селі Вишеньки Бориспільського району Київської області. Закінчив у 1970 році Київський державний університет імені Тараса Шевченка за спеціальністю «геолог-гідрогеолог».
У Київському університеті працював з 1972 року старшим інженером, з 1974 — старшим науковим співробітником, протягом 2001—2009 років — завідувачем науково-дослідної лабораторії гідроекології та гідрохімії на кафедрі гідрології та гідроекології географічного факультету.
1981 року захистив кандидатську дисертацію на тему: «Закономірності формування хімічного складу атмосферних опадів на території УРСР», а 2004 року — докторську дисертацію на тему: «Гідрохімія водних об'єктів атомної і теплової енергетики». Був членом редколегії наукового збірника «Гідрологія, гідрохімія і гідроекологія».
Учасник ліквідації наслідків Чорнобильської катастрофи І категорії.

Надгробок Миколи Ромася, Байкове кладовище

Розробив та викладав спеціалізовані курси: «Статистичні методи в гідрохімії», «Гідрохімія водоймищ-охолоджувачів АЕС». Був вченим секретарем спеціалізованої Вченої ради Київського університету.
Помер на 67-му році життя 19 грудня 2009 року. Був кремований, прах похований у колумбарії Байкового кладовища (50°24′54.50″ пн. ш. 30°30′2.90″ сх. д. / 50.4151389° пн. ш. 30.5008056° сх. д.).

## Наукові праці
Сфера наукових досліджень: регіональна гідрохімія, формування хімічного складу атмосферних опадів на території України під впливом природних та антропогенних чинників, гідрохімічне картографування, гідрохімія водних об'єктів атомної і теплової енергетики та оцінка їх впливу на водні ресурси, визначення гідролого-гідрохімічних параметрів мінімального стоку річок України. Автор понад 120 наукових праць. Основні праці:
- Применение вероятностно-статистических методов для анализа гидрохимических данных. — К., 1997. (рос.)
- Гидрохимический атлас СССР. — М., 1990 (у співавторстві). (рос.)
- Гідрохімія водних об'єктів атомної і теплової енергетики. — К., 2002.

## Нагороди і відзнаки
Нагороджений дипломом Мінвузу УРСР за найкращу наукову роботу (у співавторстві) в 1983 році. Нагороджений Почесною грамотою Гідрометеорологічної служби України в 2003 році. Монографія «Гідрохімія водних об'єктів атомної і теплової енергетики» відзначена Премією імені Тараса Шевченка Київського національного університету імені Тараса Шевченка.